# Edwardsia goodsiri
Edwardsia goodsiri är en havsanemonart som beskrevs av M'Intosh 1866. Edwardsia goodsiri ingår i släktet Edwardsia och familjen Edwardsiidae. Inga underarter finns listade i Catalogue of Life.